# کریس
کریس (به انگلیسی: Keris Valley) یک منطقهٔ مسکونی در پاکستان است که در گلگت-بلتستان واقع شده‌است.